# Taurean Prince
Taurean Waller-Prince (* 22. März 1994 in San Marcos, Texas) ist ein US-amerikanischer Basketballspieler, der bei den Milwaukee Bucks in der National Basketball Association (NBA) unter Vertrag steht.
Prince wurde 2016 nach dem Ende seines Studiums im Draftverfahren der NBA an zwölfter Stelle ursprünglich vom Utah Jazz ausgewählt. Nach einem Spielertausch begann er seine professionelle Karriere daraufhin bei den Atlanta Hawks.

## Werdegang
Nach schwieriger Kindheit, in der Prince nach der Straffälligkeit des Vaters teilweise bei Pflegeeltern verbringen musste, lebte er später wieder bei seiner Mutter und erlangte seinen Schulabschluss in San Antonio an der Earl Warren High School. Er erhielt ein Stipendium der Long Island University in Brooklyn. Nachdem vor Studienbeginn der Trainer der Hochschulmannschaft gewechselt hatte, nahm er stattdessen ein Stipendium der Baylor University im vergleichsweise nahegelegenen Waco an, wo er für die Hochschulmannschaft Bears von 2012 an vier Jahre lang in der Big 12 Conference der NCAA spielte. In seiner ersten Saison als Freshman gewannen die Bears mit dem National Invitation Tournament 2013 das zweitwichtigste Postseason-Turnier der NCAA. Ein Jahr später waren die Bears wieder im wichtigsten Postseason-Turnier, der NCAA Division I Basketball Championship, vertreten. Sie scheiterten 2014 im Sweet Sixteen am späteren Final-Four-Teilnehmer Wisconsin Badgers. In den beiden folgenden Jahren verloren die Bears jeweils ihr erstes Spiel in der Endrunde. Nachdem Prince bereits 2015 für das „All-Big 12 Second Team“ der zehn besten Spieler seiner Conference ausgewählt worden war, erreichte er in seinem Abschlussjahr als Senior die Auszeichnung für das „All-Big 12 First Team“ der fünf besten Spieler einer Saison.
Bereits 2015 war Prince in die Auswahl der Vereinigten Staaten für die Panamerikanischen Spiele 2015 in Toronto berufen worden. Die Nationalmannschaft bestand erstmals aus einer gemischten Auswahl von Profis aus dem Ausland, wie unter anderem Bobby Brown und Keith Langford, sowie College-Spielern der NCAA wie unter anderem Denzel Valentine, Malcolm Brogdon und Prince, aber ohne NBA-Spieler. Nach einer Vorrundenniederlage gegen den späteren Titelgewinner Brasilien verlor die Mannschaft das Halbfinale knapp gegen Gastgeber Kanada, bevor man sich im „kleinen Finale“ die Bronzemedaille gegen die Dominikanische Republik sicherte.
2016 wurde Prince nach Ende seines Studiums in der NBA Draft noch vor Valentine und Brogdon an zwölfter Position vom Utah Jazz ausgewählt. Der Jazz tauschte Prince aber in einem Transfer, der Jeff Teague zu den Indiana Pacers schickte, für George Hill ein. Prince begann daher seine erste professionelle Saison bei den Hawks in Atlanta.
Im September 2019 wechselte Prince zu den Brooklyn Nets. Im Januar 2021 wurde er im Rahmen eines Tauschgeschäfts um James Harden zu den Cleveland Cavaliers geschickt. Nach ein paar Monaten schloss er sich im August 2021 den Minnesota Timberwolves an, die ihm 2023 keinen neuen Vertrag anboten. Er unterschrieb im Juni 2023 einen Einjahresvertrag bei den Los Angeles Lakers.

## Karriere-Statistiken

### NBA

#### Hauptrunde
| Saison  | Team                 | GP  | GS  | MPG  | FG % | 3P % | FT % | RPG | APG | SPG | BPG | PPG  |
| ------- | -------------------- | --- | --- | ---- | ---- | ---- | ---- | --- | --- | --- | --- | ---- |
| 2016–17 | Atlanta              | 59  | 10  | 16.6 | .400 | .324 | .787 | 2.7 | 0.9 | 0.7 | 0.5 | 5.7  |
| 2017–18 | Atlanta              | 82  | 82  | 30.0 | .426 | .385 | .844 | 4.7 | 2.6 | 1.0 | 0.5 | 14.1 |
| 2018–19 | Atlanta              | 55  | 47  | 28.2 | .441 | .390 | .819 | 3.6 | 2.1 | 1.0 | 0.3 | 13.5 |
| 2019–20 | Brooklyn             | 64  | 61  | 29.0 | .376 | .339 | .798 | 6.0 | 1.8 | 0.9 | 0.4 | 12.1 |
| 2020–21 | Brooklyn / Cleveland | 41  | 10  | 22.1 | .401 | .400 | .855 | 3.5 | 1.9 | 0.7 | 0.6 | 9.5  |
| 2021–22 | Minnesota            | 69  | 8   | 17.1 | .454 | .376 | .756 | 2.5 | 1.0 | 0.7 | 0.3 | 7.3  |
| 2022–23 | Minnesota            | 54  | 4   | 22.1 | .467 | .381 | .844 | 2.4 | 1.6 | 0.5 | 0.3 | 9.1  |
| 2023–24 | LA. Lakers           | 78  | 49  | 27.0 | .442 | .396 | .735 | 2.9 | 1.5 | 0.7 | 0.4 | 8.9  |
| Gesamt  | Gesamt               | 502 | 271 | 24.4 | .424 | .376 | .811 | 3.6 | 1.7 | 0.8 | 0.4 | 10.1 |

#### Play-offs
| Saison  | Team       | GP | GS | MPG  | FG % | 3P % | FT %  | RPG | APG | SPG | BPG | PPG  |
| ------- | ---------- | -- | -- | ---- | ---- | ---- | ----- | --- | --- | --- | --- | ---- |
| 2016–17 | Atlanta    | 6  | 6  | 31.2 | .558 | .286 | 1.000 | 5.3 | 1.3 | 0.3 | 0.2 | 11.2 |
| 2021–22 | Minnesota  | 5  | 0  | 13.0 | .370 | .286 | .857  | 1.6 | 1.2 | 0.4 | 0.2 | 6.0  |
| 2022–23 | Minnesota  | 5  | 1  | 20.0 | .364 | .381 | .778  | 1.4 | 0.8 | 0.6 | 0.2 | 7.8  |
| 2023–24 | LA. Lakers | 5  | 0  | 22.2 | .414 | .294 | 1.000 | 2.4 | 0.6 | 0.2 | 0.4 | 7.4  |
| Gesamt  | Gesamt     | 21 | 7  | 22.0 | .447 | .318 | .897  | 2.8 | 1.0 | 0.4 | 0.2 | 8.2  |

## Erfolge
- 2× Sieger des NBA In-Season Tournaments: 2023, 2024